# KRI Nanggala (402)
El KRI Nanggala (402) fue un submarino de ataque diésel-eléctrico de la Armada de Indonesia, uno de los dos submarinos de la clase Cakra con diseño del tipo 209/1300. Fue encargado en 1977, botado en 1980 y puesto en servicio en 1981. El submarino llevó a cabo operaciones de recopilación de información en el océano Índico y alrededor de Timor Oriental y Nunukan en Borneo Septentrional. Participó en ejercicios navales conjuntos con la Armada de Estados Unidos y realizó un ejercicio de paso con el USS Oklahoma City. El submarino se sometió a una importante remodelación en 2012.
El Nanggala desapareció el 21 de abril de 2021, horas después de perder el contacto con el personal de superficie mientras estaba bajo el agua. Se encontraba en medio de un simulacro de torpedos en aguas al norte de Bali y había disparado un torpedo SUT real antes de desaparecer. La marina estimó que el suministro de oxígeno del submarino duraría unos tres días y se enviaron múltiples buques nacionales e internacionales a buscarlo.
Tres días después, el 24 de abril, se encontraron restos del submarino en la superficie, y la marina declaró hundido al Nanggala. El jefe de la Armada, Yudo Margono, informó que un escáner parecía mostrar que el submarino descansaba a una profundidad de 850 m.
El 25 de abril de 2021 el gobierno de Indonesia declaró el hallazgo del submarino partido en tres partes e hizo oficial el fallecimiento de los 53 tripulantes a bordo. Este evento constituye la mayor pérdida de vidas a bordo de un submarino desde que el K-141 Kursk naufragara en agosto de 2000 y provocara la muerte de sus 118 tripulantes, y el submarino chino Changcheng 361 sufriera una avería en abril de 2003 y causara la muerte de sus 70 tripulantes.
Se presume que la causa del hundimiento fue un corte de energía. El barco había experimentado cortes de energía antes, pero se recuperó con éxito. El teniente coronel Heri Oktavian, quien también murió en el incidente, había expresado previamente su frustración por el estado de mantenimiento del barco. Oktavian afirmó que la calidad de la mano de obra y los servicios de mantenimiento realizados por el astillero naval estatal PT PAL no fueron satisfactorios.